# Дойче банк плейс
«Дойче банк плейс» (Deutsche Bank Place) — небоскрёб, находящийся в городе Сидней, Австралия. Высота здания 239 метров (780 футов), 39 этажей и это делает его одиннадцатым по высоте зданием Австралии. Сооружение было разработано архитектором Норманом Фостером из компании Foster and Partners. Строительство началось в 2002 и было завершено в 2005 году. Основной арендатор здания — Дойче Банк занимает 9 этажей и владеет правами на имя здания.
Здание имеет 39 этажей и по плану должно было быть больше, однако тогда оно бы заблокировало солнечный свет для зданий находящихся к востоку от него, включая Государственную Библиотеку и Парламент. Скошенная крыша со ступенчатым дизайном позволяет солнечным лучам достигать юго-восточной стороны. Из-за того, что высота здания была урезана шпили выглядят излишне высокими, они проектировались под более высокую постройку. «Дойче банк плейс» имеет пустотелую сердцевину, что позволяет воздуху и свету свободно проникать внутрь; сердцевина начинается в большем фойе, которое полностью покрывает первый этаж. Фойе называется 'Ассамблея'.